# Specker See
Der Specker See liegt im Gemeindegebiet Kargow südöstlich von Waren im Westen des Müritz-Nationalparkes im Landkreis Mecklenburgische Seenplatte in Südostmecklenburg. Von der westlich liegenden Müritz trennt den See nur eine 1700 Meter breite Landbrücke. Er ist ungefähr 2800 Meter lang und 1300 Meter breit.

## Beschreibung
Das Gewässer liegt innerhalb der Schutzzone I (Kernzone) des Müritz-Nationalparks, das Angeln ist daher nur mit Sondergenehmigung gestattet.
Der stark verschilfte See liegt inmitten des Sumpflandes am Ostufer der Müritz, eingebettet zwischen Röbelscher Wold und Specker Wold im Westen und einem Waldgebiet im Osten. Über den im Jahr 1866 gebauten Flötergraben und den 1932–1934 als Verbindungskanal und zur Entwässerung geschaffenen „Stichkanal Nord“ entwässert der See zur Müritz.

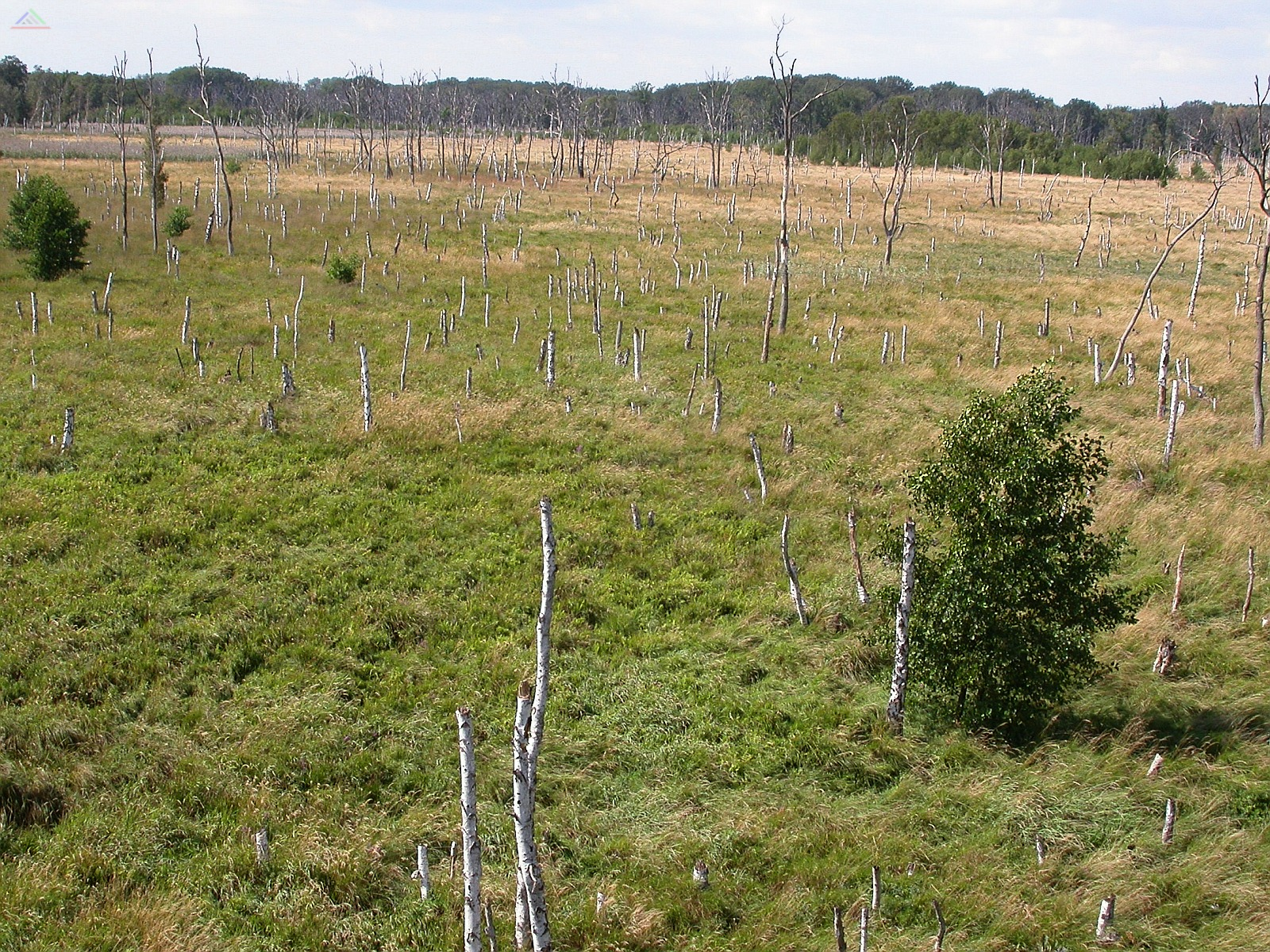
Abgestorbener Birkenwald in der Umgebung des Specker Sees

Vor allem westlich des Sees befindet sich ein Versumpfungsmoor, welches einst trockengelegt wurde. Dieser Prozess hielt bis zum Jahr 1989 an. Danach wurde der künstliche Abfluss, der „Hermannsgraben“, verschlossen und der Wasserspiegel stieg wieder an. Durch diesen Prozess starb der vorhandene Birkenwald ab und es bildete sich eine typische Moorvegetation aus. Die südlich des Sees bestehende landwirtschaftliche Nutzfläche wurde ebenfalls vermoort und bietet nun Wasser- und Watvögeln einen Lebensraum.
Am Westufer des Sees befanden sich zur DDR-Zeit ein Jagdhaus und eine Gärtnerei, die in einem 14.000 Hektar großen Staatsjagdgebiet für den damaligen Vorsitzenden des Ministerrates der DDR, Willi Stoph, errichtet wurden. Stophs Jagdrevier war getarnt als Forschungsgebiet, später als Naturschutzgebiet, dessen Betreten und Befahren verboten war. Das Gebiet wurde von NVA-Soldaten bewacht und streng abgeschottet. Das komfortable Anwesen hatte neun Garagen und besaß eine eigens für ihn gegrabene zwei Kilometer lange Wasserstraße vom Ostufer der Müritz zum Specker See. 1991 wurden die Gebäude aufgrund der Lage in einem bedeutenden Feuchtgebiet inmitten des Nationalparks abgerissen. Die ehemalige Bebauung der Fläche kann man heute beispielsweise noch an den Obstbäumen erkennen.